# アドベ

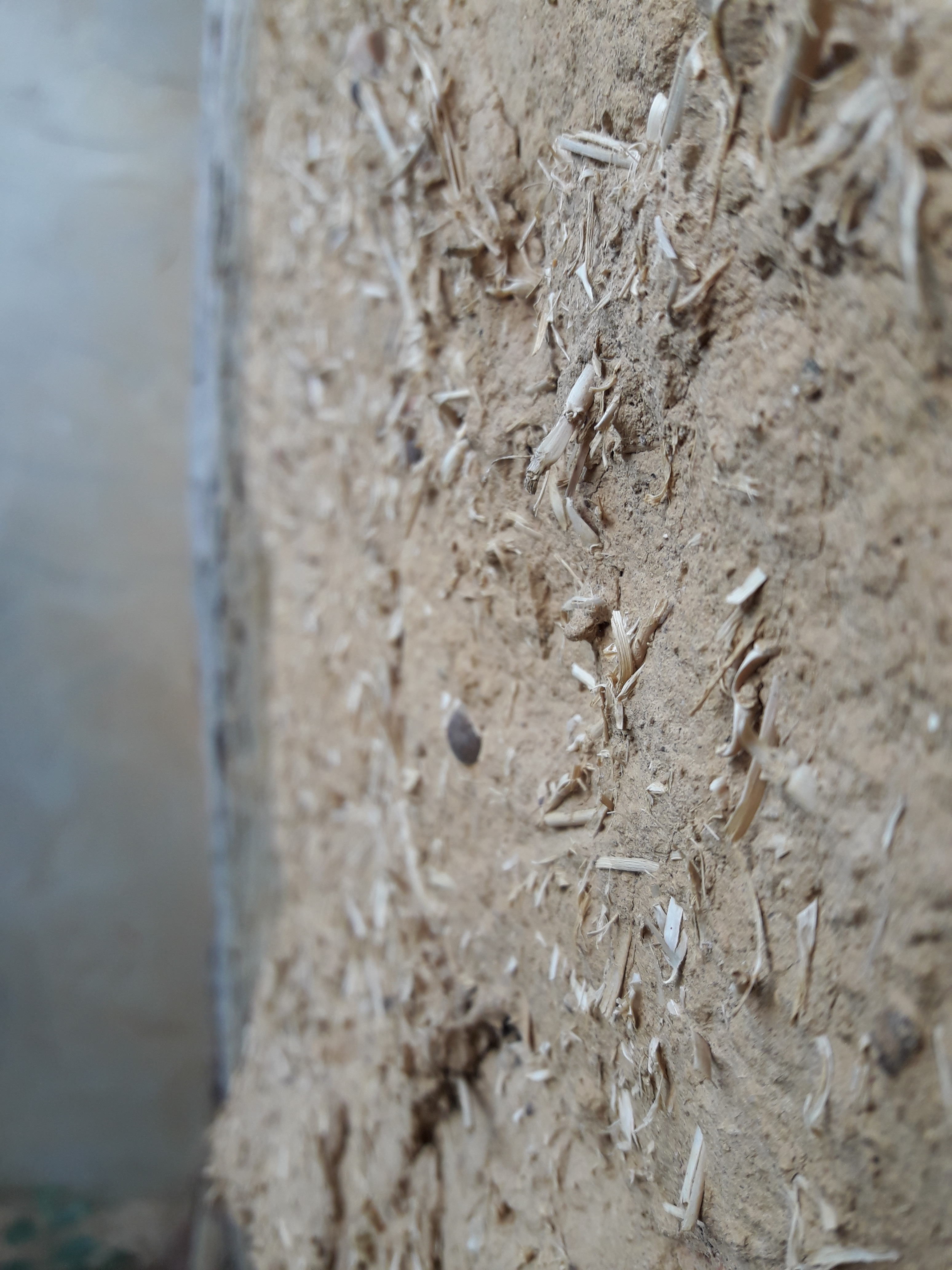
アドベ壁の表面（スペイン、パレンシア県 Bahillo）

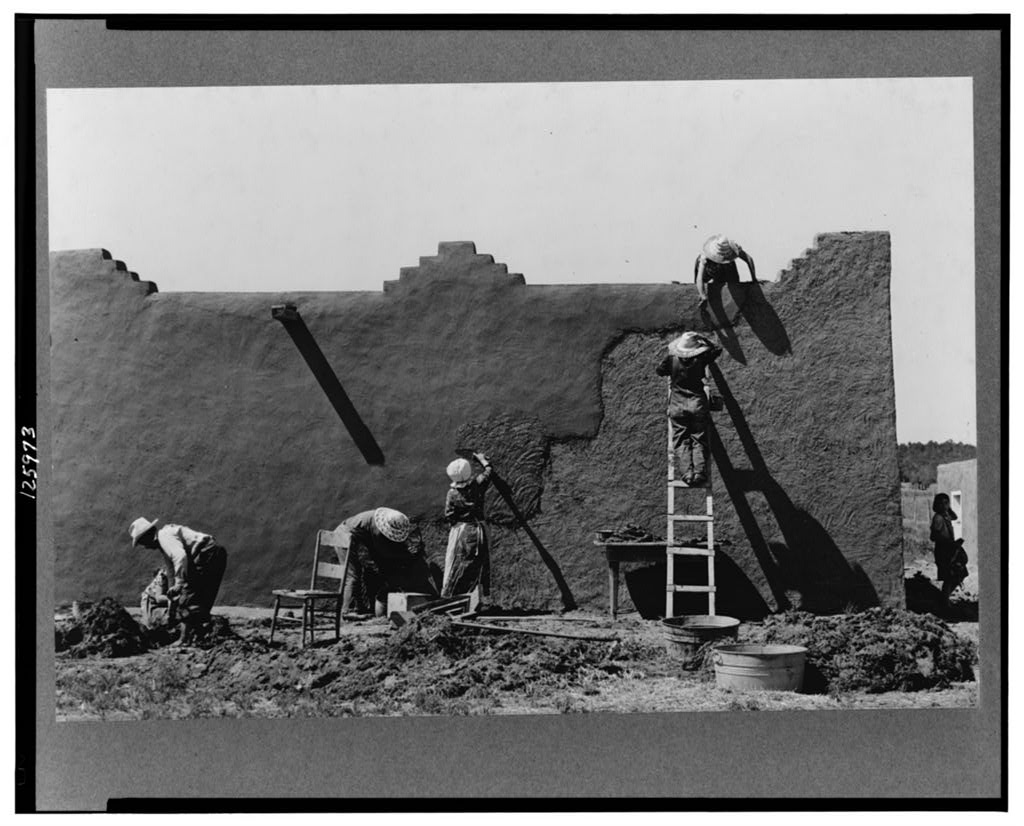
ニューメキシコ州チャミサル (Chamisal) でのアドベ壁の表面の改装

アドベ（スペイン語: Adobe）またはアドービ（英語発音）とは、砂、砂質粘土とわらまたは他の有機素材で構成された天然建材である。これらの有機素材を木製の型枠を使って日なたで干すことでレンガの形にして使われ、ヨーロッパのコブや日干しレンガによく似ている。アドベの構築物は非常に耐久性に富み、地球上に現存している最古の建築物によく使われている。アドベ建築物は熱を吸収してから非常にゆっくりと放出するため、建築物の内部は涼しいままに保たれ、暑くて乾いた気候に適している。
日干しの土で作られた建築物は、中東や北アフリカ、そしてスペイン（通常ムデハル様式）で一般的だが、アドベは数百年もの間、アメリカ合衆国南西部（プエブロ）、中央アメリカ、そして南米のアンデス山脈の地域の、アメリカ大陸の先住民によって使われてきた（ただ、しばしば多量の石もプエブロの建築物の壁に使われている）。このレンガの製作法は、16世紀にメキシコとペルーを探険したスペイン人によって輸入された。通常のレンガのサイズのものから、大きいもので1、2ヤード（0.91～1.82m）の長さのものまであるのが特徴である。
アドベ (Adobe) という単語は、4000年間もの間発音と意味に驚くほど小さな変化をきたしながら伝えられている。紀元前2000年の中期エジプト語の単語"dj-b-t"が「泥の（または日干しの）レンガ」を意味し、中期エジプト語が後期エジプト語、民衆文字（デモティック）、最終的にはコプト・エジプト語（およそ紀元前600年）へと変化するにつれ、"dj-b-t"は「トベ」（"tobe"、「泥のレンガ」）になった。これはアラビア語の"トゥーブ"（طوب、"レンガ")に発展し、これにアラビア語の定冠詞「アル」（ال）をつけた「アットゥーブ」（الطوب）が古スペイン語に取り入れられ、"泥のレンガ"という意味のアドベ（adobe）となった。英語の語彙には、18世紀初めにスペイン語から導入されて現在に至っている。
現代の用法においては、用語"アドベ"は、北アメリカの砂漠気候地帯、とりわけニューメキシコ州でのプエブロの伝統建築を模倣した一般的な建築物のスタイルを意味するようになった。なお、アメリカ合衆国の南西部にはアドベ以外の素材に「スタッコ仕上げ」（stucco）を施してアドベ建築と外見を合わせた「にせアドービ」（fake adobe）も存在する。

## アドベの素材

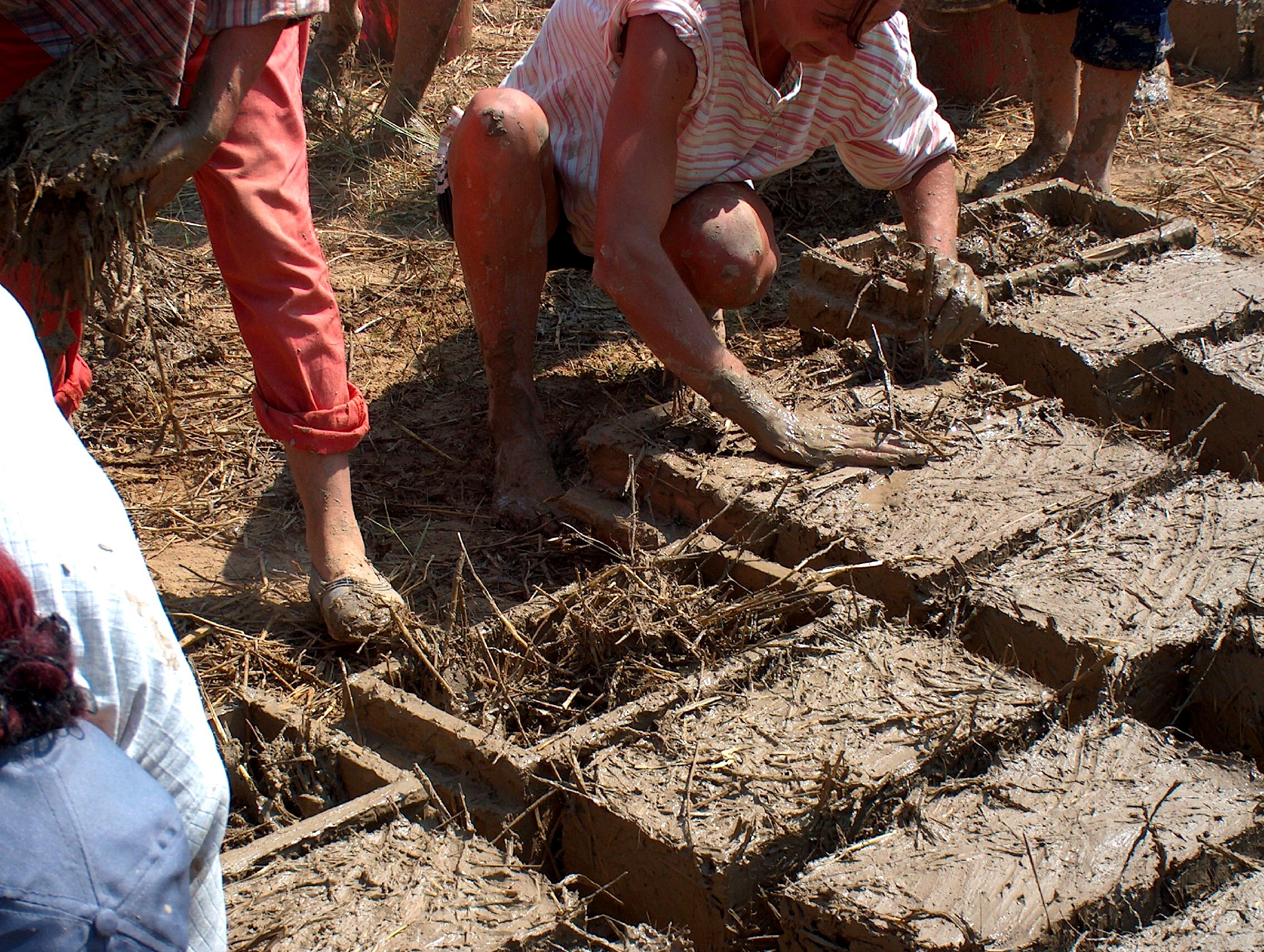
粘土とわらをブロックの型枠に混ぜこんでいく

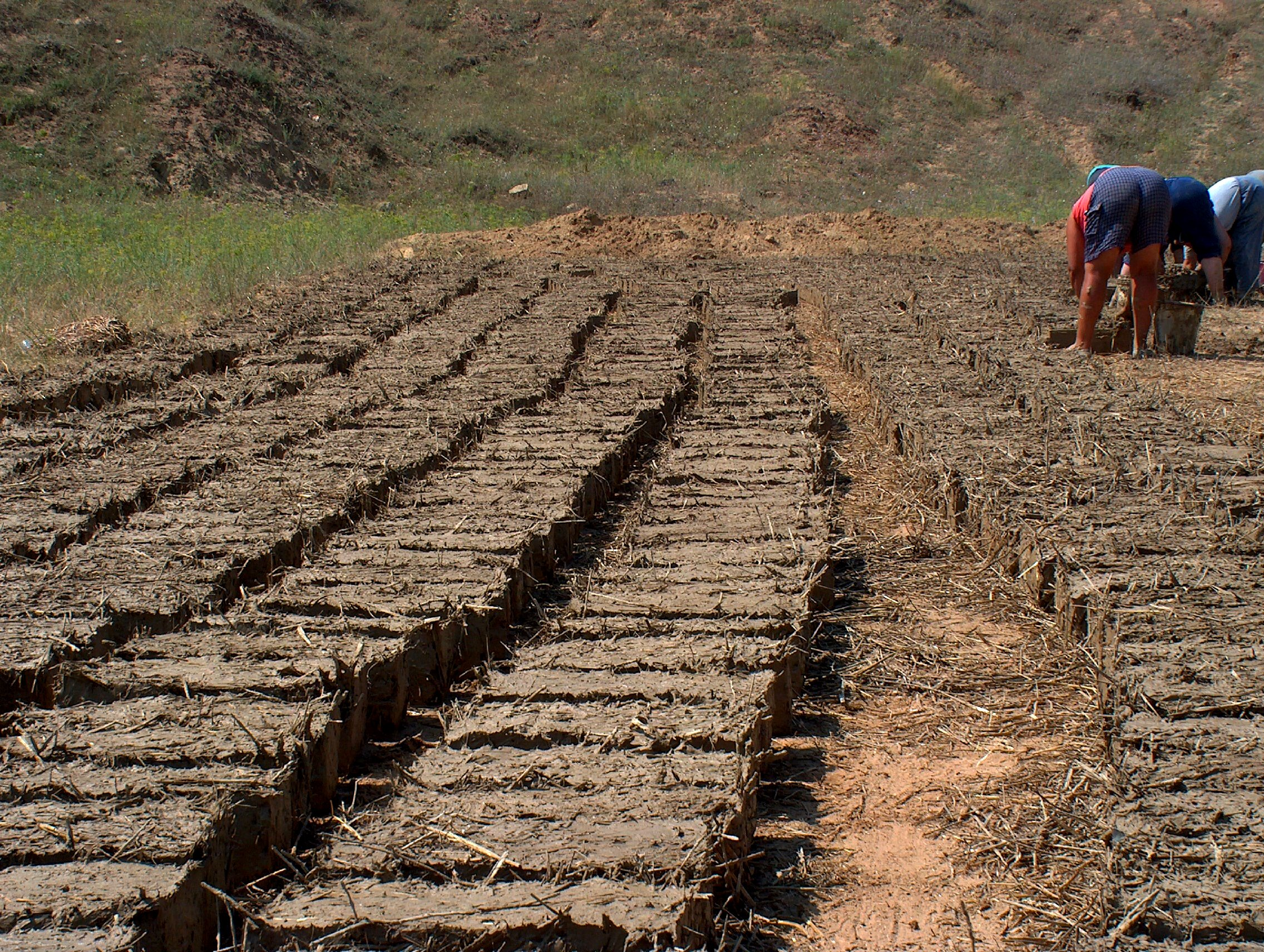
型枠を外して日干しで乾燥させるとアドベの完成

アドベレンガは、水を混ぜた粘土（通常、砂を含む）と、わらか動物の糞などの有機素材で作られている。わらはレンガを固め、均等に乾燥させやすくする働きがある。糞も同じ利点があり、他に昆虫を退けるために加えられる。

### アドベレンガ
アドベレンガはフタなしの枠で作られる。36cm（14インチ）×25cm（10インチ）が最適のサイズだが、他の使いやすいサイズも許容される。枠に土とわらや糞を混ぜたものを詰めて成形し、すぐに枠を取り外す。数時間乾燥させた後、レンガを立てて十分に乾燥させる。日陰でゆっくりと乾燥させると、アドベレンガにひびが入りにくい。
レンガの製作よりもわらを少なめにした同様の混合物は、内面と外壁のモルタルとしばしば漆喰のために使用される。いくつかの古代の文化では、雨の害から守るために漆喰用に石灰をベースにしたセメントが使用されている。
アドベ（レンガ）で作られたこれまでで最大の構造物はアルゲ・バムで、2003年12月26日の地震によって重大な被害（最大80%）を受けた。他の大きなアドベ構築物の例としては、ペルーの1億個のサインされたレンガを使って建造されたモチェ文化の神殿である太陽のワカ（Huaca del Sol）や、チャン・チャンとタンボ・コロラド（Tambo Colorado）の遺跡がある。

### 熱的性質
アドベ壁は、重要な蓄熱材として利用することができる。北半球では、南向きのアドベ壁は室内の加熱と冷却を加減するため非断熱のままにしておいてよい。アドベ壁は暑い日中の間は内部を十分に涼しいままにしておけるくらい厚いのが理想的だが、厚すぎると逆に夜間に壁を通して外に熱することが難しくなる。また熱を効率よく蓄えるため、外壁をガラスで覆っておくこともできる。受動的ソーラー建築設計（passive solar building design）では、このような壁はトロンブ壁（Trombe wall）と呼ばれている。アドベ壁は熱量を蓄える質量の密度が比較的高いため、このタイプの建築物は熱帯性の気候においてもっとも利便性がある。温帯気候の地域では地面と壁から熱が逃げるため、アドベ壁を使った温度調節はあまり効果的ではない。